# Fotogrametrija
Fotogrametrija i daljinska istraživanja su vještina, znanost i tehnologija dobivanja pouzdanih kvantitativnih informacija o fizičkim objektima na Zemlji i okolišu, procesom zabilježbe, mjerenja, analiziranja i interpretacije fotografskih snimaka i scena elektromagnetskog zračenja dobivenih senzorskim sustavima. Fotogrametrija je stara koliko i moderna fotografija, te datira još od sredine devetnaestog stoljeća.
Nešto sofisticiranija tehnika, zvana stereografija, omogućava procjenjivanje 3D koordinata (x, y, z) objekta. Ti su podaci dobiveni sa snimka snimljenog s dva ili više položaja.
Fotogrametrija se primjenjuje u različitim poslovima, kao u topografskom kartiranju, arhitekturi, inženjerstvu, konzerviranju restauriranju, policiji, geodeziji, ekologiji, medicini, rudarstvu, građevini, te u meteorologiji kod utvrđivanja brzine kretanja tornada, kada uobičajene meteorološke metode to ne omogućavaju.

## Vanjske poveznice
International Society for Photogrammetry and Remote Sensing (engl.)